# 代替燃料

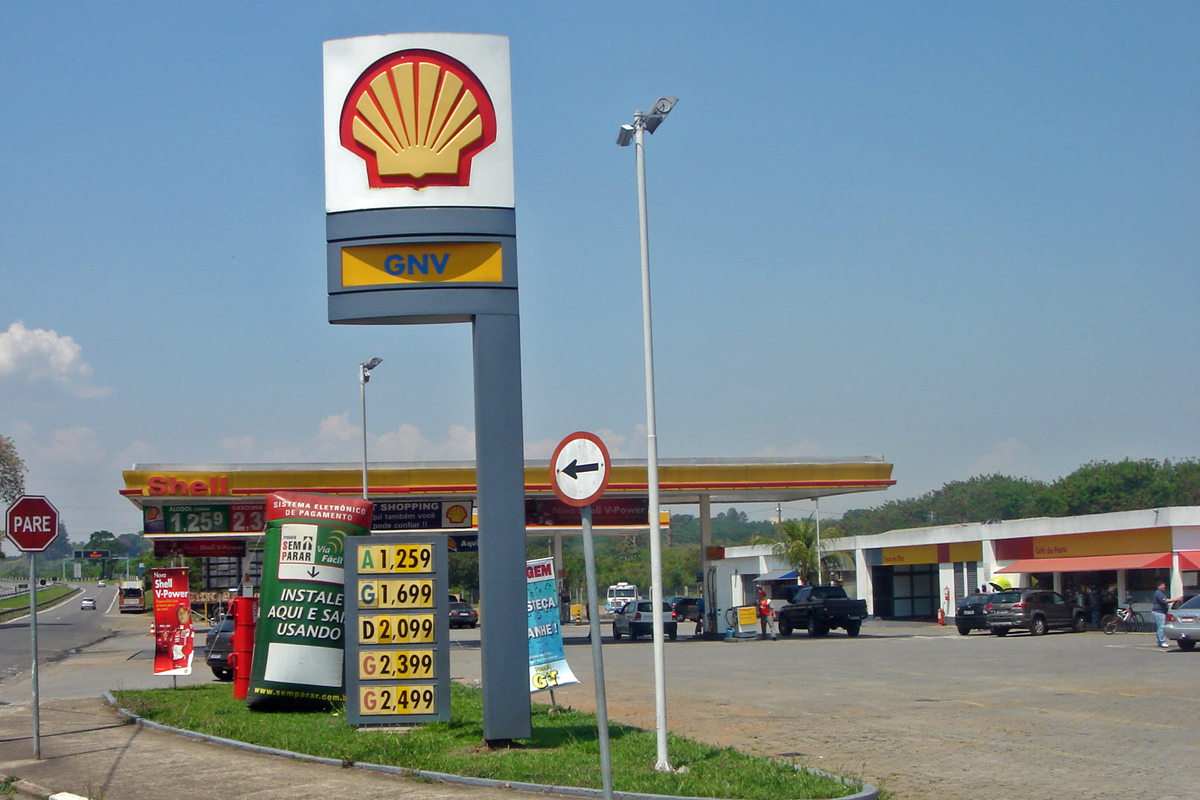
ブラジルサンパウロの代替燃料供給スタンドの例。バイオディーゼル (B3)、ガソホール (E25)、ニートエタノール (E100)、圧縮天然ガス (CNG)の4種を扱う。

代替燃料（だいたいねんりょう、英:alternative fuel）とは、化学反応・原子核反応を外部から起こすことなどによってエネルギーを発生させる燃料で、天然の石油を代替する燃料のことである。
世界的な石油需要の急増と、石油の枯渇が近いと目される中、石油価格の上昇が続いているため、盛んに研究されている。
なお、代替エネルギーという言葉は、輸送機関エネルギー源において石油を代替する物を指し（電気・原子力・化石燃料を含み）、産業・発電エネルギー減において化石燃料を代替するものを指す（原子力を含む）。他方、新エネルギーという場合は一般に原子力を含まない。

## 石油製品と代替燃料
以下に石油製品別に用途と代替品を示す。現在、航空・船舶燃料は再生可能エネルギーや原子力などの電気では対応できず、化学用ナフサも一部には石炭や天然ガス由来の代替品があるが、代替が困難で課題となっている。
右の代替燃料名をクリックすると当該用途の燃料使用形態にリンクしている。（同じ電気でもガソリン代替は電気自動車、灯油代替はヒートポンプにリンク）
- LPG　　　家庭用プロパンガス、ライター、タクシー燃料 -代替品　メタン（天然ガス・バイオガス）、ジメチルエーテル

【白油】
- ナフサ　　石油化学原料　　　　　　　　　　　　　　　　-代替品　CTL/GTL・BDF（代替困難）
- ガソリン　自動車・小型航空機用エンジン燃料　　　-代替品　電気・メタン・アルコール・GTL/CTL・H2
- ジェット　大型/高速航空機エンジン燃料　　　　　　　-代替品　CTL/GTL・英(代替困難）
- 灯油　　暖房・給湯（古くは照明用）　　　　　　　　-代替品　電気・メタン・GTL/CTL・木
- 軽油　　　大型自動車燃料　　　　　　　　　　　　　　-代替品　電気・メタン・アルコール・GTL/CTL・BDF・H2
- A重油　　漁船Diesel用（免税軽油）　　　　　　　　　-代替品　アルコール・GTL/CTL・BDF（代替困難）

【黒油】
- 分解原料C重油　黒油を水素化分解で白油化　　　-代替品オイルサンドオイルシェール
- 舶用C重油　商船Diesel用　　　　　　　　　　　　　　-代替品　メタン・GTL/CTL・原子力・風力・石炭（代替困難）
- 産業用C重油　産業用・発電用　　　　　　　　　　　　　　-代替品　石炭・ガス・原子力
- アスファルト　　　　　　　　　　　　　　　　　　　　　　　　　-代替品　コンクリート・オイルサンド（代替困難）
- オイル　　　　　　　　　　　　　　　　　　　　　　　　　　　　-代替品　合成油・GTL/CTL・植物油（代替困難）

## 産業・輸送・発電燃料の歴史
燃料発展の歴史は、逆行・リバイバルが多い

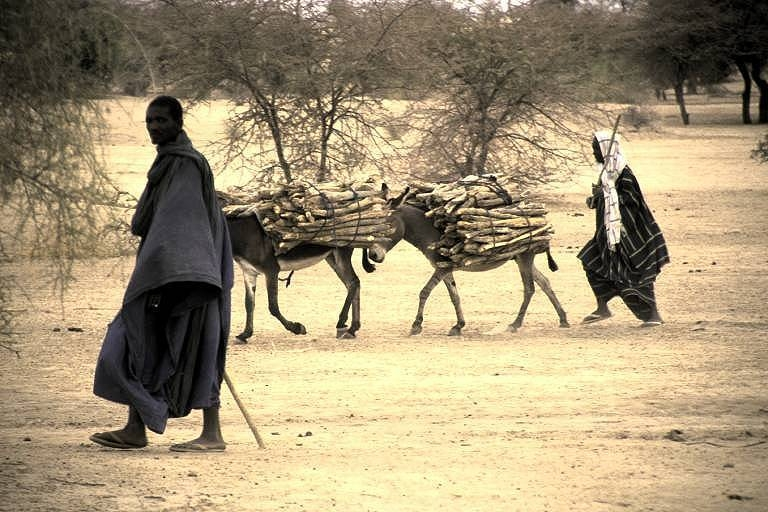
木は最も古くから利用されてきた燃料の1つである

- 燃料の歴史は、一般に誤解されているような一本道の不可逆の進化ではなく、環境や価格や資源量の変化に応じて、時折、回帰したり、古い一時廃れたものが見直されながら発展してきた。

産業革命・薪・風力・水力の時代から石炭の時代へ
- 最も古い時代は木が主要燃料であったが、広範囲を移動採取する必要があり、資源量も充分とはいえなかった。産業革命の頃から、移動採取不要で、熱量も高い石炭が大規模に用いられ始めた。石炭と蒸気機関の組み合わせにより、蒸気船、蒸気機関車などが、帆船や運河や馬車に取って変わるようになり、輸送量と輸送速度と輸送コストを劇的に改善した。産業動力も蒸気機関に変わって風車・水車は時代遅れと看做されるようになった。

19世紀末・輸送機関燃料が石油へ、ガソリン自動車が電気自動車を駆逐
- 19世紀後半から、石油を精製した灯油が、鯨油に代わる照明燃料として用いられ始めたが、当初はガソリンや重油は捨てられていた。そのうち、廃棄物を有効に活用する新機関として、蒸気機関より軽量大出力なガソリンエンジンやディ-ゼルエンジンが発明され、飛行機や、自動車が発明され、また電車が発明され、船舶のボイラーも重油焚きに変わっていった。草創期、自動車には電池自動車も多かったが、当時の鉛蓄電池の性能では、ガソリンエンジンに匹敵する性能が不可能で、一時はガソリンエンジン自動車に淘汰されてしまった。一方で、石炭化学・電気化学が勃興し、化学肥料や染料や防腐剤などが生産されたが、当時の合成樹脂はセルロイド程度しかなく、家電や玩具や雑貨は薄めっき鋼板や木で製造されていた。

戦時下・石炭液化と電気の時代・薪の復権
- 第二次大戦時代、英国の海洋封鎖を見越して、ドイツは石炭液化を編み出して、代替石油を石炭から化学合成して軍用燃料を自給したが日本の技術では石炭液化ができず、石油不足になり、トロリーバスや木炭バスを走らせて石油不足を補わざるを得なかった。当時の最大の産油国はアメリカで、インドネシア（当時オランダ植民地）がそれに次ぐ石油産地で、中東の油田は開発が進んでいなかった。

1950年代・石炭全盛期・石炭液化の衰退
- 1950年代までは、まだ各国とも、石炭が石油より安く、蒸気機関車や石炭焚蒸気船が見られ、発電燃料も石炭が主力であり、石油の用途は主として交通機関燃料だった。一時期日本の石炭生産は5000万tを超えている。
- ドイツで戦時に勃興した石炭液化油産業は1バレル40-50ドル近くするために、10ドルの米国の石油が入荷すると淘汰されてしまった。

1960年代・石油全盛期・産業/発電燃料も石炭から奪取。プラスチックの登場・石炭・電気の斜陽化
- 1960年頃、中東の大油田の開発が進むと、石油の価格は1バレル10ドルから2ドルまで下落。輸送用燃料だけでなく、産業用燃料も製鉄用石炭をのぞいて重油に切り替わり、英米独は国内炭鉱を維持する姿勢だったが、日本は廃坑に方針を決め、石炭埋蔵量を残したまま次々と国内炭鉱を閉山していった。一方で石油化学工業が勃興し、家電・衣類・雑貨・玩具・肥料・染料などは石油化学品に変わった。

1970年代・第1次および第2次オイルショック・石炭の復権、産業/発電燃料は石炭・原子力・天然ガスに移行、アルコール登場
- 1974年に第一次オイルショックが起きて、石油の値段は1バレル12ドルに高騰、1979年第二次オイルショックが起きて石油価格は一時期1バーレル50ドルを超えた。ブラジルではサトウキビの廃糖蜜から自動車用アルコール燃料を製造して石油価格の高騰に対応し、一時期は自動車の半分がアルコール自動車になるほど普及した。日本ではドイツ式石炭液化(人造石油合成）の再研究が始まり、米国ではオイルサンドやオイルシェールの開発が検討された。米・英・独は発電燃料が再び国内炭に回帰した、日本も工業燃料や発電燃料は重油から石炭に回帰したものの、既に炭鉱を閉じており、原子力発電所が盛んに建設され、また円高になったので海外炭やLNGが発電燃料の柱になった。

1980・1990年代　代替燃料潰し戦略。米でアルコール燃料。欧州でバイオディーゼル・アパルトヘイトで南アで石炭液化
- イラン・イラク戦争が終結するとアラブ諸国は、代替燃料の発展を押さえ込むために、石炭液化の限界点1バレル30-50ドルを下回る値段で販売。アルコールや石炭液化プロジェクトが解散に追い込まれ、チェルノブイリ事故もあって原子力発電所反対運動が盛りあがった。しかし、環境問題や貿易赤字削減などを意図して、ドイツではバイオディーゼル、米国はアルコール燃料の導入を進めた。全般に代替燃料・冬の時代だったが、人種差別政策で、石油制裁を受けて石油が輸入できなくなった、南アフリカ共和国では、サソール社がフィッシャー・トロプシュ法による石炭液化を開始

2000年代　中国・インドの経済成長で第3次オイルショック。中国で石炭液化、欧州で風力の復権。電気自動車の復権
- 自動車・家電人口は、全地球で凡そ10億人であったものが、中国13億人・インド12億人の中進国化・高度成長によって、石油輸出国にとって「石油を安値で売って、代替燃料の発展を止める戦略」から「石油の温存と高値維持戦略」のほうが有利になり2008年に第三次オイルショックは発生し、石油価格は1バレル170ドルまで上昇し、航空運賃や電気料金の燃油サーチャージの暴騰やガソリン暴騰、漁船のストライキなど混乱を招いた。
- あわせて、CO2問題が重要視され、また燃料費暴騰による損害を回避するために、かつて不安定さゆえに見捨てられた風車や、鉛電池の弱さでガソリン車に駆逐された電池自動車、架線のない所に行けないがゆえに軽油Dieselバスに駆逐されたトロリーバス、燃料集めや薪割り問題で石炭に駆逐された薪ストーブなどが、Nas電池付き大口径風力発電機、リチウム空気電池自動車、ハイブリッドトロリーバス、木質ペレット燃料ストーブなどが盛んに研究されるようになり、一部は実用化した